# Offlanges
Offlanges település Franciaországban, Jura megyében. Lakosainak száma 194 fő (2022. január 1.). Offlanges Montmirey-le-Château, Amange, Brans, Malange, Moissey és Vriange községekkel határos.

## Népesség
A település népességének változása:
| Lakosok száma | 175  | 126  | 161  | 193  | 198  | 197  | 198  | 194  | 192  | 194  |
|               | 1968 | 1982 | 1990 | 2006 | 2013 | 2015 | 2017 | 2019 | 2020 | 2022 |